# Wurmansau
Wurmansau ist ein Ortsteil der Gemeinde Saulgrub im oberbayerischen Landkreis Garmisch-Partenkirchen.

## Lage
Das Dorf liegt im Südosten des Gemeindegebietes, knapp 2,5 km südlich von Saulgrub und etwa einen Kilometer südöstlich des Saulgruber Ortsteils Altenau am westlichen Abhang des Hörnle auf einer Höhe von 869 m ü. NHN. Südlich verläuft der Grüngraben, ein Quellbach der Ammer. Ein weiterer Zufluss der Ammer, dessen zahlreiche Quellen sich in den Tälern im Osten befinden, durchquert den Ort. Im Westen führt die Bundesstraße 23 vorbei.

## Ortsbild
Das Dorf erstreckt sich entlang der in Nord-Süd-Richtung verlaufenen Alten Römerstraße. An einer Kreuzung, an der auch ein Bach die Straße kreuzt, steht die Kapelle St. Josef. Zu den ältesten Bauwerken Wurmansaus zählt der Ammertalerhof, ein historischer Gasthof an einer Biegung der Alten Römerstraße.  

## Baudenkmäler
Neben der Kapelle St. Josef ist ein Getreidekasten in der Denkmalliste eingetragen. 